# Jens Fink-Jensen
Jens Fink-Jensen, född 19 december 1956 i Köpenhamn, är en dansk författare, poet, fotograf och kompositör.

## Biografi
Jens Fink-Jensen debuterade som skönlitterär författare 4 juni 1975 med novellen Juni 1995 i dagbladet Information och som lyriker i maj 1976 med dikterna Skæbnefuglen, Dagligdags, Eftermiddagsdigt och Etikette i tidskriften “Hvedekorn” nr. 76/1. Han debuterade i bokform 19 oktober 1981 med diktboken Verden i et øje och prosadebuterade i bokform 5 juni 1986 med novellsamlingen Bæsterne, debuterade 18 mars 1994 som barnboksförfattare med Jonas og konkylien och som fackboksförfattare 30 oktober 2008 med fotoreseboken Europas vestkyst – en fotorejse fra Skagen til Gibraltar.
Jens Fink-Jensen tog studenten 1976 på internatskolan Herlufsholm. Han gjorde sedan militärtjänst och genomförde befälsutbildning vid Den Kongelige Livgarde. Han studerade till arkitekt (MAA, cand.arch.) vid Kunstakademiets Arkitektskole i Köpenhamn 1986 och till multimediedesigner vid samma skola 1997.
Som medlem av den ursprungliga kretsen av åttiotalsdiktare, som samlades i gruppen kring “Hvedekorn”-redaktören Poul Borum, arrangerade Jens Fink-Jensen 1980, bland annat tillsammans med diktarkollegan Michael Strunge, generations-manifestationen NÅ!!80 i Huset i Köpenhamn.

## Multimedie-lyrikshow
Jens Fink-Jensen uppträder med sin multimedie-lyrikshow på gymnasier och musikfestivaler m.m., med egna dia och synthesizerkompositioner, tillsammans med keyboardspelaren Fredrik Mellqvist och saxofonisten Mads Mathias.

## Fotoutställningar
Jens Fink-Jensen har bland annat gjort fotoutställningarna Sydens Skibe (Sydens Skepp), Beijing Ansigt (Beijing Ansikte), dikt/fotoutställningen OrdBilleder (OrdBilder) och ljuddiashowen Øje på verden – om bøgernes råstof (Ögon på världen – om böckernas råstoff). Sedan 2003 har Jens Fink-Jensen i flera omgångar rest sträckan från Skagen till Gibraltar. Det har resulterat i fotoreseboken Europas vestkyst – en fotorejse fra Skagen til Gibraltar, som utkom 2008. Den tillhörande fotoutställningen hade premiär på Fiskeri- og Søfartsmuseet i Esbjerg i Danmark 31 oktober 2008, och visades efteråt i Fort des Dunes, Dunkerque, Frankrike, juli-september 2009. Utställningen visades 2010 på Maritiem Museum Rotterdam, Holland och på Musée portuaire, Dunkerque, Frankrike.

## Körverk
1995 skapades två körverk med Jens Fink-Jensens dikter som underlag, som hade urpremiär samma år; I dag kom sommeren, av kompositören Christian Risgaard och Foran kirkegården, av kompositören Kjeld Andersen. År 2009 komponerade och uruppförde kompositören Fredrik Mellqvist två körverk av Jens Fink-Jensens dikter Fragment och Se mig, måne, bägge ur diktboken Forvandlingshavet.

## Översättningar
År 1999 utkom diktboken Nær afstanden på arabiska i Jamal Jumas översättning (Förlaget Alwah, Madrid), liksom enstaka dikter därifrån tidigare utkom i Dagbladet “Al-Quds Al-Arabi” (London, 1996) och tidskriften “Nizwa” (Sultanatet Oman, 1999). Den svenska poeten Bengt Berg (poet) har översatt dikter av Jens Fink-Jensen till svenska. Lyrikern Sheema Kalbasi, född i Iran och bosatt i USA, har översatt dikter av Jens Fink-Jensen till engelska och persiska. Jens Fink-Jensens fotoresebok om Europas västkust utgavs på engelska 2008. Den chilenska poeten Omar Pérez Santiago översatte år 2009 dikter av Jens Fink-Jensen till spanska.